# John Joseph Cantwell
John Joseph Cantwell (ur. 1 grudnia 1874 w Limerick, Irlandia, zm. 30 października 1947 w Los Angeles) – amerykański duchowny katolicki, pierwszy arcybiskup Los Angeles.
Pochodził z Irlandii. Na kapłana wyświęcony został 18 czerwca 1899. Pracował duszpastersko w archidiecezji San Francisco. Utworzył Newman Club na Uniwersytecie Kalifornijskim w Berkeley i służył tam jako kapelan. W 1906 arcybiskup San Francisco Patrick William Riordan mianował go swoim sekretarzem. Od 1908 wikariusz generalny archidiecezji. 
21 września 1917 otrzymał nominację na biskupa Monterey-Los Angeles. Sakry udzielił mu arcybiskup Edward Joseph Hanna. W wyniku reorganizacji struktur kościelnych w Kalifornii od 1922 był ordynariuszem diecezji Los Angeles-San Diego, zaś 11 lipca 1937 po oddzieleniu się San Diego jako odrębnej diecezji został pierwszym arcybiskupem nowo utworzonej metropolii Los Angeles, który to urząd sprawował do śmierci w 1947. Podczas swego pasterzowania odznaczał się szczególną wrażliwością na potrzeby nieanglojęzycznych diecezjan, tworząc hiszpańskie parafie i misje.